# Drosophila alei
Drosophila alei este o specie de muște din genul Drosophila, familia Drosophilidae, descrisă de Brncic în anul 1962. Conform Catalogue of Life specia Drosophila alei nu are subspecii cunoscute.